# 兵庫県立豊岡高等学校
兵庫県立豊岡高等学校（ひょうごけんりつ とよおかこうとうがっこう）は、兵庫県豊岡市京町に所在する県立高等学校。
兵庫県下では兵庫県立姫路西高等学校に次いで、兵庫県立神戸高等学校と並ぶ2番目に古い高校である。略称・通称は「豊高」。

## 概要
初代校長の岡垣徹治は、「和魂の精神」（旧制豊岡中の建学の精神）と「花橘の気品」（旧制豊岡高女の校風）を受け継ぎ本校の教育理念とした。これは開校から100年以上経った現在まで受け継がれている。
豊岡高校敷地内にある旧豐岡中學校本館（現・達徳会館、達徳会：豊岡高校の同窓会）は明治時代の洋風建築で、豊岡市の文化財にも指定されており、2008年3月に兵庫県指定文化財に指定された。校地の後背には神武山公園（豊岡城跡）がそびえる。
定時制課程は、但馬地区の高等教育の中心校として過去には多数の分校を有していたが、そのすべてが独立もしくは廃止となっている。

## 沿革

### 旧制豊岡中学校
- 1896年（明治29年）4月 - 兵庫縣豐岡尋常中學校として開校。
- 1899年（明治32年）4月 - 兵庫縣豐岡中學校と改称。
- 1901年（明治34年）4月 - 兵庫縣立豐岡中學校と改称。
- 1948年（昭和23年）4月 - 学制改革に伴い、新制兵庫県立豊岡東高等学校となる。

### 旧制豊岡高等女学校
- 1909年（明治42年）3月 - 城崎郡立高等女學校として開校。
- 1922年（大正11年）4月 - 県営移管し、兵庫縣立豐岡高等女學校と改称。
- 1948年（昭和23年）4月 - 学制改革に伴い、新制兵庫県立豊岡西高等学校となる。

### 豊岡高等学校
- 1948年（昭和23年）9月 - 豊岡東高校、豊岡西高校が統合し、兵庫県立豊岡高等学校となる。定時制課程認可（中心校及び香住・竹野・出石・資母の各分校）。通信教育部設立。
- 1950年（昭和25年）4月 - 日高分校を城崎郡日高中学校内に設立。
- 1952年（昭和27年）4月 - 香住分校、出石分校をそれぞれ兵庫県立香住高等学校、兵庫県立出石高等学校に移管。城崎分校を城崎郡城崎小学校内に設立。
- 1956年（昭和31年）4月 - 資母分校を兵庫県立出石高等学校に移管。竹野分校を城崎分校に統合。
- 1957年（昭和32年）3月 - 通信教育部は兵庫県立長田高等学校に統合。
- 1964年（昭和39年）3月 - 城崎分校を廃止。
- 1969年（昭和44年）4月 - 日高分校が兵庫県立日高高等学校として独立。
- 1979年（昭和54年）4月 - 兵庫県立網干高等学校通信制課程の協力校となる。以後、スクーリングの生徒を受け入れている。
- 1986年（昭和61年）4月 - 普通科理数コース設置。
- 2003年（平成15年）4月 - 理数コースを総合科学コースに改編。
- 2006年（平成18年）4月 - 文部科学省より、この年から5年間、スーパーサイエンスハイスクールに指定される（2012年、2017年、2022年にも指定）。
- 2011年（平成23年）4月 - 理数科設置（普通科総合科学コースを発展的解消）。
- 2024年（令和6年）4月 - STEAM探究科設置（理数科を改編し単位制を採用）。
- 2025年（令和7年）4月 - 普通科を単位制に改編。

## 設置コース
- 全日制（単位制）
  - 普通科
  - STEAM探究科（旧・理数科）
- 定時制
  - 普通科

全日制のうち1クラスがSTEAM探究科（旧・理数科）とされ、一般入試に先立って行われる推薦入試の合格者で編成される。STEAM探究科への改編では単位制を採用することにより「文理融合」「教科横断」が特に強調されることとなった。その他のクラスは普通科であり、一般入試の合格者で編成される。単位制への改編により2年次より個々の学力や将来の進路等を考慮して多彩な選択科目を設定することで少人数授業によりきめ細やかな学習指導が行われる。

## 校歌
- 作詞：岡垣徹治、作曲：木下保。変ホ長調。

## 特色
- クラスの呼称は「組」ではなく、ホーム（H）が使われる（例：2年6H）。
- 携帯電話の校内使用は禁止されているが、校内持込は可能である。
- 豊高祭という学校祭が、9月の初めごろに3日間、文化祭、体育祭の二部構成で行われる。各クラスはそれぞれ、バザー・ステージ発表（演劇・音楽祭等）・人形劇・映画上映・教室展示などの出し物を行う。

## 進学連携校方式
第5学区の進学連携校方式により、豊岡市立豊岡北中学校、豊岡市立豊岡南中学校、豊岡市立港中学校、豊岡市立日高東中学校、豊岡市立日高西中学校、豊岡市立城崎中学校、豊岡市立竹野学園の7校が連携中学校とされ、普通科一般入試では7校以外からの合格者数は募集定員の18%以内に限られる。なお、STEAM探究科（旧・理数科）および定時制課程は進学連携校方式を採用せず、県下全域から出願可能である。

## 著名な教職員
- 乾一郎（英語科）

## 著名な出身者
- 赤木正雄 - 政治家、旧制中学
- 庵原貢 - 海軍大佐、首相秘書官、第3代海上幕僚長、水交会長、旧制中学
- 太田垣士郎 - 元京阪神急行電鉄社長、元関西電力社長・会長（社長在任中黒部ダム建設）、元関西経済連合会会長、元電気事業連合会会長、旧制中学
- 京極高晴 - 靖国神社宮司
- 中貝宗治 - 豊岡市長
- 中島道郎 - 登山家、旧制中学
- 千葉益子 - 美容家、旧制女学校
- 花房観音 - 小説家
- 岡田哲史 - 建築家
- 梅谷馨 - 元養父市長
- 井上博道 - 写真家、元産経新聞写真部記者
- 今井雅之 - 俳優
- 上阪徹 - 著作家、ブックライター、日本文藝家協会会員
- 植村直己 - 登山家、冒険家、国民栄誉賞受賞者。
- 沖村孝 - 神戸大学都市安全研究センター教授
- 尾嶋正治 - 東京大学特任教授（東京大学名誉教授）、化学者・物理学者、元日本放射光学会会長
- 甲斐中辰夫 - 最高裁判所判事、東京高等検察庁検事長
- 木下保 - 音楽家
- 今東光 - 作家、旧制中学を中退
- 佐々木良作 - 衆議院議員、民社党委員長、旧制中学
- 戸田正三 - 衛生学者、金沢大学初代学長、日本学士院会員、旧制中学
- 野宮大志郎 - 中央大学教授
- 平井まさあき - お笑い芸人（男性ブランコ）
- 街田しおん - 女優
- 松岡俊二 - 早稲田大学教授
- 水岡俊一 - 参議院議員（立憲民主党）
- 森隆男 - 民俗学者。関西大学文学部教授
- 山岸章 - 元日本労働組合総連合会会長、旧制中学
- 安本寿久 - ジャーナリスト。産経新聞特別記者兼編集委員（元編集長）
- 山田風太郎 - 作家、旧制中学
- ユリオカ超特Q - お笑いタレント
- 吉岡賢治 - 衆議院議員（民主改革連合）
- 吉田靖彦 - 青山学院大学名誉教授
- 与田仁志 - 医師、東邦大学医学部医学科教授
- 和田完二 - 丸善石油社長、旧制中学